# 馬島僴
馬島 僴（まじま ゆたか、1893年1月3日 - 1969年10月5日）は、医師・産児制限運動家。

## 経歴
愛知県出身。愛知県立医学専門学校（現名古屋大学医学部）卒。旧姓は浜田。通称は僴（かん）。新聞ではドクトル馬島として取り上げられた。
賀川豊彦に共鳴して神戸で医療救済活動にあたる。1920年（大正9年）欧米に留学して産児調節を学ぶ。1928年（昭和3年）、太田慶太郎、その妻太田操らとともに、解放運動犠牲者救援会（現在の日本国民救援会）を創設、東京市本所松倉町に労働者診療所を開設、1929年（昭和4年）東京市議。
1930年（昭和5年）東京市芝公園5号地に愛児女性協会が設立した産児制限相談所に参画。
第二次世界大戦後も産児調節運動を推進した。馬島ペッサリーの考案者。1957年（昭和32年）日ソ協会理事長。日中日ソ国交回復国民会議の世話役（黒幕）でもあった。

## 著書
- 『性科学全集 第9篇 産児調節の理論と実際』武侠社 1931
- 『母よ賢明なれ 避妊法の実際指導』実業之日本社 1931
- 『麻薬中毒者と哭く 東亜を阿片から解放せよ』亜細亜政策研究所 1935
- 『幸福なる夫婦 産兒調節の科學』新風社 1946
- 『姙娠調節の實際智識 ペッサリー法の理論と使用法』新女性文化協會 1946
- 『愛情の生理學』新風社 1947
- 『産児制限法図説』秀水社 1947
- 『正しく新しい避姙の手引』江戸書院 1949
- 『現代の性典』双竜社 1951
- 『産児調節の方法』共和出版社 1952
- 『幸福な結婚』池田書店 1953
- 『産児制限の知識』要書房 1954
- 『結婚の性理』池田書店 1956
- 『安井誠一郎小伝』大学書房 1962
- 『美濃部都政この一年 対話と第一楽章への記録』都政新報社 1968
- 『激動を生きた男 遺稿馬島僴自伝』日本家族計画協会 1971

### 共著
- 『産児制限の理論と実際』安部磯雄共著 文化学会出版部 社会問題叢書 1925
- 『誰にも出来る産兒調節の方法』濱田格共著 新女性文化協會 1948
- 『新しい結婚讀本』玉城肇,宮本忍,平井潔,鷲沼登美枝,森山豊共著 中森書店 1949
- 『図解私たちのセックス』篠崎信男共著 季節風書店 1959

### 翻訳
- マリー・ストープス『避姙乃研究』平野書店 1929
- マリー・ストープス『避姙乃栞』平野書房 1930
- マリー・ストープス『不滅の結婚愛』井沢三樹共訳 アルス 1930